# Fügemaschine
Die Fügemaschine ist eine alte Werkzeugmaschine und gehört zur Gruppe der Abrichtmaschinen.
Die Fügemaschine dient zum Abrichten der Kanten langer Bretter. Mit Hilfe dieser Maschine ist man in der Lage, eine genaue Leimfuge zu machen, ohne dass eine manuelle Nachbearbeitung notwendig ist.
Das Gestell der Fügemaschine ist aus Holz oder Metall, die Messerwelle läuft in zwei Lagern, wobei die Messerbreite bei 150 Millimeter liegt. Diese Maschine bietet insbesondere große Vorteile beim Anfertigen von Kistenbrettern.
In der Fabrikation von Holzfässern kam früher auch eine speziell konstruierte Daubenfügemaschine zur Anwendung.